# Maués Açu
Maués Açu je rijeka u sjeverozapadnoj brazilskoj državi Amazonas. Gornji tok rijeke poznat je pod nazivom Parauari. Smještena je istočno od rijeke Madeire i južno od rijeke Amazone. Preko kanala Paraná Urariá povezan je s obje spomenute rijeke, kao i s nekoliko drugih manjih rijeka. Grad Maués smješten je na istočnoj obali rijeke u blizini točke gdje se spaja u Paraná Urariá. 